# Corel Ventura
Corel Ventura is desktoppublishingsoftware van Corel bedoeld voor het aanmaken van boeken en andere publicaties. Het bevat meerdere grafische functies van CorelDRAW. Bij het (overigens Engelstalige) Corel Ventura wordt ook een versie van Corel PHOTO-PAINT geleverd. Ondanks de veelzijdigheid van het programma heeft het al enige tijd de strijd verloren met Adobe PageMaker. De laatste jaren heeft ook dat de duimen moeten leggen voor weer andere software. Vanaf 2010 is het QuarkXpress en Adobe InDesign die in het strijdperk van de dtp-wereld treden. 
Corel Ventura verscheen oorspronkelijk in 1986 als 'Ventura Publisher', en werd ontwikkeld door een firma die later werd opgeslokt door Xerox. Er waren versies beschikbaar voor GEM, Windows, OS/2 en Mac. Pas in 1993 kwam het in handen van Corel dat de ontwikkeling tot op de dag van heden verderzet.
Corel Ventura wordt niet langer ondersteund vanaf Windows Vista en nieuwer.